# Lincoln Almond
Lincoln Almond Carter (Pawtucket, 16 de junho de 1936 – 2 de janeiro de 2023) foi um advogado e político norte-americano e membro do Partido Republicano. Almond foi Procurador dos Estados Unidos no Rhode Island entre 1969 a 1978 e 1981 a 1993 e entre 1995 a 2003 foi o 72.º Governador de Rhode Island.

## Biografia
Nascido em 16 de junho de 1936, Almond foi criado em Central Falls até que sua família se mudou para Lincoln quando ele tinha 11 anos. Ele se formou na Central Falls High School e na University of Rhode Island, e se formou em direito pela Boston University.
Ele começou na política quando foi nomeado administrador da cidade de Lincoln em 1963, e ocupou o cargo até que o presidente Richard Nixon o nomeou procurador de Rhode Island nos Estados Unidos. Ele permaneceu depois que Nixon renunciou e Gerald Ford se tornou presidente, e então concorreu sem sucesso a governador em 1978.
Almond voltou como procurador dos Estados Unidos em 1981, depois que o republicano Ronald Reagan se tornou presidente, e permaneceu no cargo até que o democrata Bill Clinton foi eleito em 1992. Como procurador dos Estados Unidos, Almond frequentemente processava membros da família do crime Patriarca, que por décadas controlou crimes na Nova Inglaterra. Ele também investigou a corrupção política durante a primeira passagem de Cianci como prefeito de Providence.
Almond viveu com sua esposa Marilyn, em Kingston. Eles têm um filho, Lincoln Douglas Almond, que é graduado pela Universidade de Rhode Island e tem uma licenciatura em direito da Universidade de Connecticut. Lincoln D. Almond atualmente servia como advogado federal de Rhode Island. Lincoln têm cinco netos.

## Morte
Almond morreu em 2 de janeiro de 2023, aos 86 anos de idade. Sua morte foi confirmado pelo atual governador Daniel McKee 